# Торговое
Торговое — исчезнувшее село в Заветинском районе Ростовской области. Располагалось на берегах реки Загиста (Зегиста), близ её впадения в реку Джурак-Сал.

## История
Станица Торговая была основана в 1850 г. Правительственной инструкцией 1846 года предполагалось основание 28 смешанных калмыцко-русских селений по трактам, проходившим через Калмыцкую степь.  Предусматривался отвод крестьянам и калмыкам-простолюдинам по 30 дес. на душу мужского пола, нойонам по 1500 дес., зайсангам аймачным по 400 дес., безаймачным по 200 дес. на семейство. Опыт привлечения калмыков к оседлости был неудачным. Русские селения заселялись сначала медленно выходцами по большей части из малоземельных Воронежской и Харьковской губерний. Тем не менее, к 1860 года на Царицынско-Ставропольском тракте, связывавшем Волгу с Северным Кавказом, в Ергенях, среди прочих, возникло и селение Торговое. 
Впервые селение как станица Торговая отмечено на карте Европейской России 1862 года. Станица имела и второе название Зегеста, очевидно, производное от названия реки, на которой она находилась. Станица была преобразована в село Торговое в 1861 году, которое также сохраняло двойное название. Так, на карте 1945 года населённый пункт отмечен как Торговое (Загиста).
До 1918 года входило в состав Астраханской губернии, с начала 1918 года - в составе Царицынской губернии, с 1920 года - в составе Калмыцкой автономной области, в 1925 году передано в состав Сальского округа Северо-Кавказского края. Согласно Всесоюзной переписи 1926 года в селе Торговом Торговенского сельсовета имелось 249 домохозяйств, проживало 1284 жителя
Решением исполкома районного совета № 220 от 08 сентября 1976 года село Торговое исключено из учётных данных. "В связи с тем, что жители села с селились в другие места."

## Население
Динамика численности населения
| 1859 | 1897 | 1900 | 1904 | 1908 | 1914 | 1926 |
| ---- | ---- | ---- | ---- | ---- | ---- | ---- |
| 385  | 1704 | 3491 | 3658 | 2293 | 2430 | 1284 |